# الكريف (جبل حريم)

تعديل مصدري - تعديل

الكريف محلة تابعة لقرية الكريف، التابعة لعزلة جبل حريم بمديرية حزم العدين إحدى مديريات محافظة إب في الجمهورية اليمنية، بلغ تعداد سكانها 35 حسب تعداد اليمن لعام 2004.